# Siurgus Donigala
Siurgus Donigala là một đô thị ở tỉnh Sud Sardegna, vùng Sardegna của Ý, có vị trí cách khoảng 45 km về phía bắc của Cagliari. Đến thời điểm ngày 31 tháng 12 năm 2004, đô thị này có dân số 2.157 và diện tích là 76,5 km².
Siurgus Donigala giáp các đô thị: Goni, Mandas, Nurri, Orroli, San Basilio, Senorbì, Silius, Suelli.